# Antonin Balatka
Antonin Balatka, češki skladatelj, dirigent in režiser, * 27. oktober 1895, Praga, Češka, † 25. junij 1958, Brno, Moravska.

## Življenje
Po maturi leta 1914 je vpisal študij glasbe na praškem konservatoriju. Kompozicijo je študiral pri Vitezslavu Novaku. Po diplomi leta 1919 je prišel v Ljubljano. V desetih letih je dirigiral precej opernih in operetnih predstav, veliko jih je sam tudi režiral. Na odru ljubljanske Opere je uveljavljal češke opere. Deloval je tudi kot učitelj solopetja in pisal kritične članke v časopisih. V Ljubljani je spoznal in se poročil z igralko Vero Cerar (1891-1971). Leta 1929 so ga poklicali v Brno, kjer je postal šef dirigent in dramaturg v tamkajšnji operi. Do leta 1945 je poučeval na brnskem konservatoriju, nato je postal direktor opere. Dirigiral je do leta 1949, ko je zaradi bolezni delo moral opustiti. Ko je deloval v Brnu, je večkrat gostoval v Ljubljani.
Kot skladatelj je napisal precej komornih in zborovskih del, pisal je odrsko glasbo za nekatera dramska dela, ki so jih uprizorili v Drami.
Je tudi avtor baleta Z jutrovih dežel, ki so ga uprizorili v ljubljanski Operi 1. februarja 1928.